# 2001 en informatique
2000 en informatique - 2001 - 2002 en informatique
Cet article présente les principaux évènements de 2001 dans le domaine informatique.

## Événement
- 15 janvier 2001 : Fondation de Wikipédia par Jimmy Wales
- 10 mars 2001 : Création de la FSFE (Free Software Fundation Europe)

## Standards
- Introduction de la norme SATA 1.0

## Technologie
- 25 octobre: Sortie de Windows XP
- Premiers processeurs 2 GHz par Intel et AMD
- Linux : sortie du noyau 2.4
- 31 décembre 2001 : Arrêt des supports de Windows 1 à Windows 95

## Sociétés
- Création de Jalios, catalyseur d'intelligence collective, et acteur dans le domaine des plateformes de travail collaboratives, du digital workplace (espace numérique de travail en français), du réseau social d’entreprise, des intranets collaboratifs, de la gestion documentaire, du social learning, de la gestion de contenu et du portail d’entreprise[1].